# Noorderkwartier
Il Noorderkwartier (in italiano: quartiere del nord), noto anche come Noord Holland, è una parte della provincia dell'Olanda Settentrionale situata a nord dell'antica baia di IJ (ora IJ di Amsterdam e Canale del Mare del Nord). Il Noorderkwartier può essere suddiviso in Kennemerland (zona di dune), Zaanstreek (zona industriale e di polder), Waterland e Kop van Noord-Holland che fa parte anche della Frisia Occidentale. La capitale del Noorderkwartier era Hoorn.
Nel XVI e XVII secolo il Noorderkwartier era una zona ricca di laghi e baie che sono stati in gran parte drenati, registrando tra il 1590 ed il 1640 un incremento del 40% degli acri coltivabili. Esempi sono Beemster, Wormer e Wormerland, Schermer e Purmer. La parte della provincia d'Olanda a sud di Amsterdam era a quel tempo conosciuta come Zuiderkwartier (in italiano: quartiere del sud).